# Ulf Jarfelt
Ulf Jarfelt, född 16 juli 1948 i Örgryte församling i Göteborg, är en svensk forskare och före detta friidrottare som tävlade i längdhopp. Han tävlade för IK Vikingen och utsågs 1978 till Stor grabb nummer 303 i friidrott. Jarfelt är numera verksam som biträdande professor i byggnadsfysik och prefekt vid institutionen för Bygg- och miljöteknik vid Chalmers tekniska högskola i Göteborg.
Han var svensk rekordhållare i längd 1978–1991 och vann SM fyra gånger utomhus och sju gånger inomhus. Han deltog vid inne-EM åren 1974, 1975 och 1978 och kom där på plats nio, sju resp. sju.

## Karriär (längdhopp)
1972 vann Jarfelt sitt första SM-tecken i längdhopp, inomhus på 7,42. Han upprepade detta åren 1973 till 1978 på resultaten 7.35, 7.42, 7.50, 7.66, 7.74 resp. 7.84.
1973 vann Jarfelt sitt första SM-tecken i längd utomhus (på 7,52). Detta skulle han komma att upprepa åren 1974, 1975 och 1976 med resultaten 7,63, 7,86 resp. 7,89.
Jarfelt var med vid inomhus-EM 1974 i Göteborg och kom då på nionde plats i längd.
1975 var Jarfelt med vid inne-EM i Katowice och denna gång på sjunde plats.
1978 var Jarfelt under inomhussäsongen med vid EM i Milano och kom sjua i längd. Under 1978 års utomhussäsong förbättrade han den 8 juni Lars Olof Hööks svenska rekord från 1968 (7,90) genom att i Göteborg hoppa 7,94. Han fick behålla rekordet till 1991 då Matias Ghansah övertog det med ett hopp på 7,95.